# Paul Rendall
Pour les articles homonymes, voir Rendall.
Pas d'image ? Cliquez ici

a Compétitions nationales et continentales officielles uniquement.

b Matchs officiels uniquement.
Dernière mise à jour le 8 novembre 2021.
 Paul Rendall, né le 18 février 1954 à Londres et mort le 13 juin 2023, est un joueur britannique de rugby à XV, qui a joué avec l'équipe d'Angleterre, évoluant au poste de pilier.

## Carrière
Paul Rendall a disputé son premier test match le 17 mars 1984, à l’occasion d’un match contre l'équipe du Pays de Galles, et le dernier contre l'équipe d'Italie, le 8 octobre 1991.
Rendall a participé à la coupe du monde 1987 (3 matchs disputés) et 1991 (1 match). 
Il a disputé deux test matchs avec un XV mondial en 1989.

## Statistiques en équipe nationale
- 28 sélections (+ 4 non officielles) avec l'équipe d'Angleterre
- Sélections par année : 2 en 1984, 2 en 1986, 6 en 1987, 8 en 1988, 5 en 1989, 5 en 1990, 1 en 1991
- Tournois des Cinq Nations disputés : 1984, 1986, 1987, 1988, 1989, 1990